# Natalja Chodakova
Natalja Chodakova (Russisch: Наталья Ходакова) (Karasoek, 4 februari 1969) is een voormalig Russische basketbalspeelster, die speelde voor het nationale team van Rusland.

## Carrière
Chodakova begon haar carrière bij Dinamo Novosibirsk in 1982. In 1988 won ze met Dinamo het landskampioenschap van de Sovjet-Unie in 1988. In 1988 verloor ze de FIBA European Cup for Women's Champions Clubs van Primigi Vicenza uit Italië met 70-64. In 1989 verhuisde ze naar CSKA Moskou. Met CSKA verloor Chodakova de FIBA Women's European Champions Cup in 1990. Deze verloren ze van Trogylos Enimont Priolo uit Italië met 86-71. Ze won met CSKA twee keer het Landskampioenschap van Rusland in 1992 en 1993. In 1993 stopte ze met basketbal.
Met Rusland speelde Chodakova op het Europees kampioenschap in 1993.

## Erelijst
- Landskampioen Sovjet-Unie: 1
  - Winnaar: 1988
  - Tweede: 1990, 1991
- Landskampioen GOS:
  - Derde: 1992
- Landskampioen Rusland: 2
  - Winnaar: 1992, 1993
- FIBA European Cup for Women's Champions Clubs:
  - Runner-up: 1988, 1990